# Quem-te-vestiu
O quem-te-vestiu (nome científico: Poospiza nigrorufa) é uma espécie de ave passeriforme da família Thraupidae, pertencente ao género Poospiza. É nativo do centro sudeste da América do Sul, encontrado na Argentina, Bolívia, sul do Brasil, Paraguai e Uruguai.
Seu nome popular é onomatopeico, por seu canto parecer pronunciar "quem te vestiu?". Nos países falantes da língua espanhola é conhecido também como sietevestidos (em tradução literal; "sete vestidos"), nome também de origem onomatopeica.
Esta espécie foi anteriormente considerada coespecífica com o quem-te-vestiu-serrano (Poospiza whitii), nativo das encostas dos andes no oeste da Argentina e da Bolívia. Os táxons foram divididos com base em dados genéticos moleculares e fenotípicos.

## Distribuição e habitat
Distribui-se desde o sul do Brasil (a partir do Paraná), ao sul do Paraguai, Uruguai e leste da Argentina (até o sul de Buenos Aires).
Esta espécie é considerada bastante comum em seus habitats naturais: áreas abertas com árvores baixas e arbustos em áreas úmidas, onde taboas (Typha), juncos (Schoenoplectus) e outras herbáceas hidrofílicas (Scirpus, Rhynchospora, etc.) dominam, bem como em planícies próximas à água, que possuam grandes capim-dos-pampas (Cortaderia selloana), geralmente em baixas altitudes (exceto no sul do Brasil). De 6 a 900m de altitude.

## Descrição
Ave de pequeno porte apesar de ser a maior representante do género Poospiza. Mede aproximadamente 15 cm de comprimento. Apresenta a cauda longa que termina em uma mancha branca na parte inferior. É mais terrestre do que a maioria das outras espécies do gênero. A cabeça, costas e cauda são cinza. Apresenta uma longa sobrancelha branca e também uma faixa maxilar delgada de cor branca que juntamente com a faixa superciliar delimita a região da face. O loro e a porção auricular (bochecha) são mais escuras que a cor dominante da cabeça. A garganta abaixo do bico é branca, limitada a seguir por uma faixa castanha ampla que cobre toda a extensão do peito. A barriga é branca, mas os flancos são cinza, e as partes sob a cauda são de coloração castanha clara.
As íris e os pés são escuros. O bico é preto, sendo a mandíbula cinza ou preta com uma pequena área cinza na sua base.
Os juvenis da espécies são semelhantes ao adulto, mas as áreas que são predominantemente cinzentas ou escuras são acastanhadas, e há uma coloração amarelada fraca na garganta, dependendo da idade, seu peito se apresenta rajado.

## Sistemática

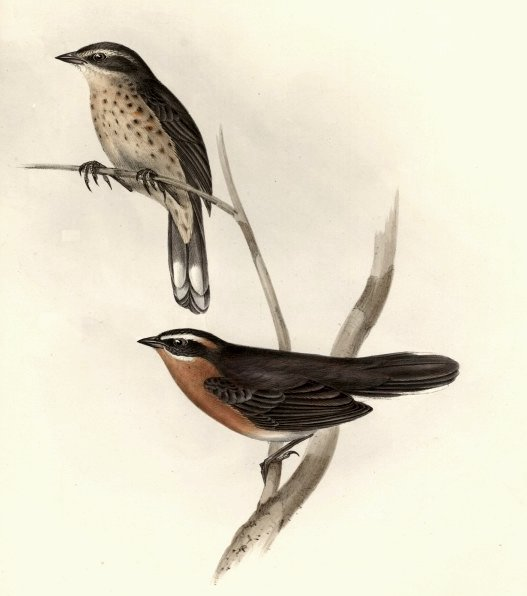
Pipillo personata Swainson = Poospiza nigrorufa, ilustração feita pelo ornitólogo naturalista John Gould em The zoology of the voyage of H.M.S. Beagle, 1839.

### Descrição original
A espécie P. nigrorufa foi descrita pela primeira vez pelos ornitólogos franceses Alcide d'Orbigny e Frédéric de Lafresnaye em 1837 sob o nome científico de Emberiza nigrorufa ; sua localidade-tipo é: Santa Fé, Argentina.

### Etimologia
O nome genérico feminino Poospiza é uma combinação das palavras do grego «poas»: grama e «σπιζα spiza» que é o nome comum do tentilhão-comum, uma palavra comumente usada na ornitologia ao criar um nome para um pássaro que é semelhante a um tentilhão; e o nome da espécie "nigrorufa" é composto pelas palavras latinas "niger": preto e "rufus": ruivo, avermelhado.

### Taxonomia
A espécie Poospiza whitii já era considerada uma subespécie da atual, mas sua separação foi reforçada pelos dados apresentados por Jordan, Areta e Holzmann (2017), 6 que serviram de base para a aprovação da separação na Proposta nº 753 ao Comitê de Classificação da América do Sul (SACC).
Os dados apresentados por extensos estudos filogenéticos recentes confirmam que a espécie presente é irmã de Poospiza whitii, e o par formado por ambas é irmão do par formado por Poospiza boliviana e Poospiza ornata.
É monotípico, as subespécies não são reconhecidas.